# Bistum Bisignano
Das Bistum Bisignano (lateinisch Bisinianensis) war eine römisch-katholische Diözese in Italien mit Bischofssitz im kalabrischen Bisignano. Es war als immediates Bistum dem Heiligen Stuhl direkt unterstellt. Bischofskirche war die heutige Konkathedrale Santa Maria Assunta in Bisignano.

## Geschichte
Bisignano, in der Antike Besidias oder Besidianum, wurde im 11. Jahrhundert Sitz eines normannischen Grafen und kam später in den Besitz der Orsini.
Ein Bischof ist in Bisignano erstmals im 10. Jahrhundert belegt, als ein gewisser Uluttus in einer Lebensbeschreibung des Heiligen Uilo von Rossano erwähnt wird. Ein Bischof Federico (Fridericus), der seit 1331 amtierte, wurde 1339 getötet. Im Jahr 1354 war Johannes Marignola Bischof von Bisignano.
Als sich Ende des 15. Jahrhunderts albanische Glaubensflüchtlinge in Italien niederließen, gründeten sie auch im Gebiet der Diözese Bisignano mehrere Siedlungen. Sie sprachen albanisch und folgten dem byzantinischen Ritus; aus dieser Siedlungsbewegung gingen die Volksgruppe der Arbëresh und die Italo-albanische Kirche hervor.
Das Bistum Bisignano wurde am 27. Juni 1818 von Papst Pius VII. mit der Bulle De utiliori aufgehoben und sein Territorium wurde mit dem Bistum San Marco Argentano zur immediaten Diözese „San Marco und Bisignano“ zusammengefasst. Zu Beginn des 20. Jahrhunderts umfasste es 64 Pfarreien mit 256 Priestern und 110.000 Einwohnern, mehreren Männerklöstern und einem Nonnen-Konvent.
Am 4. April 1979 wurde das Territorium des Bistums Bisignano mit dem des Erzbistums Cosenza vereinigt und zu „Erzbistum Cosenza und Bisignano“ umbenannt. Seit dem 30. September 1986 führt die Diözese den Namen „Erzbistum Cosenza-Bisignano“.